# Ferrovia Lewisham-Bexleyheath-Dartford
La ferrovia di Lewisham-Bexleyheath-Dartford (in inglese Bexleyheath line) è una linea ferroviaria britannica che collega Lewisham, nel borgo londinese omonimo, a Dartford, nel Kent. La linea si separa dalla ferrovia Lewisham-Rochester a est della stazione di Blackheath e si ricongiunge alla stessa a sud della stazione di Slade Green.

## Caratteristiche
La linea è a scartamento ferroviario di tipo ordinario a 1435 mm. La trazione è elettrica a 750 V a corrente continua tramite terza rotaia.

### Percorso
|  | Continuation backward |

| Unknown route-map component "CONTgq" | Unknown route-map component "ABZg+r" |  |  |

|  | Straight track | Unknown route-map component "utCONT1+f" |  |

|  | Unknown route-map component "XPLTaq" + Unknown route-map component "BHFSPLa" | Unknown route-map component "XPLTeq" + Urban End station in tunnel |  |

| Unknown route-map component "CONTgq" | Unknown route-map component "vSTRr-SHI1r" |  |  |

|  | Station on track |

|  | Unknown route-map component "ABZgl" | Unknown route-map component "LSTR+r" |  |

|  | Straight track | Unknown route-map component "LCONTf" |  |

|  | Enter and exit short tunnel |

|  | Station on track |

|  | Unknown route-map component "eBHF" |

|  | Station on track |

|  | Unknown route-map component "eBHF" |

|  | Station on track |

|  | Station on track |

|  | Station on track |

|  | Station on track |

|  | Straight track | Unknown route-map component "LCONTg" |  |

|  | Junction both to and from left | One way rightward |  |

| Transverse water | Unknown route-map component "hKRZWae" | Transverse water |  |

| Unknown route-map component "CONT4+l" | Unknown route-map component "KRWgr+r" |  |  |

|  | Station on track |

|  | Continuation forward |

## Traffico
Lungo questa linea ferroviaria si articolano servizi di tipo suburbano e regionale, gestiti da Southeastern.